# 구월말로

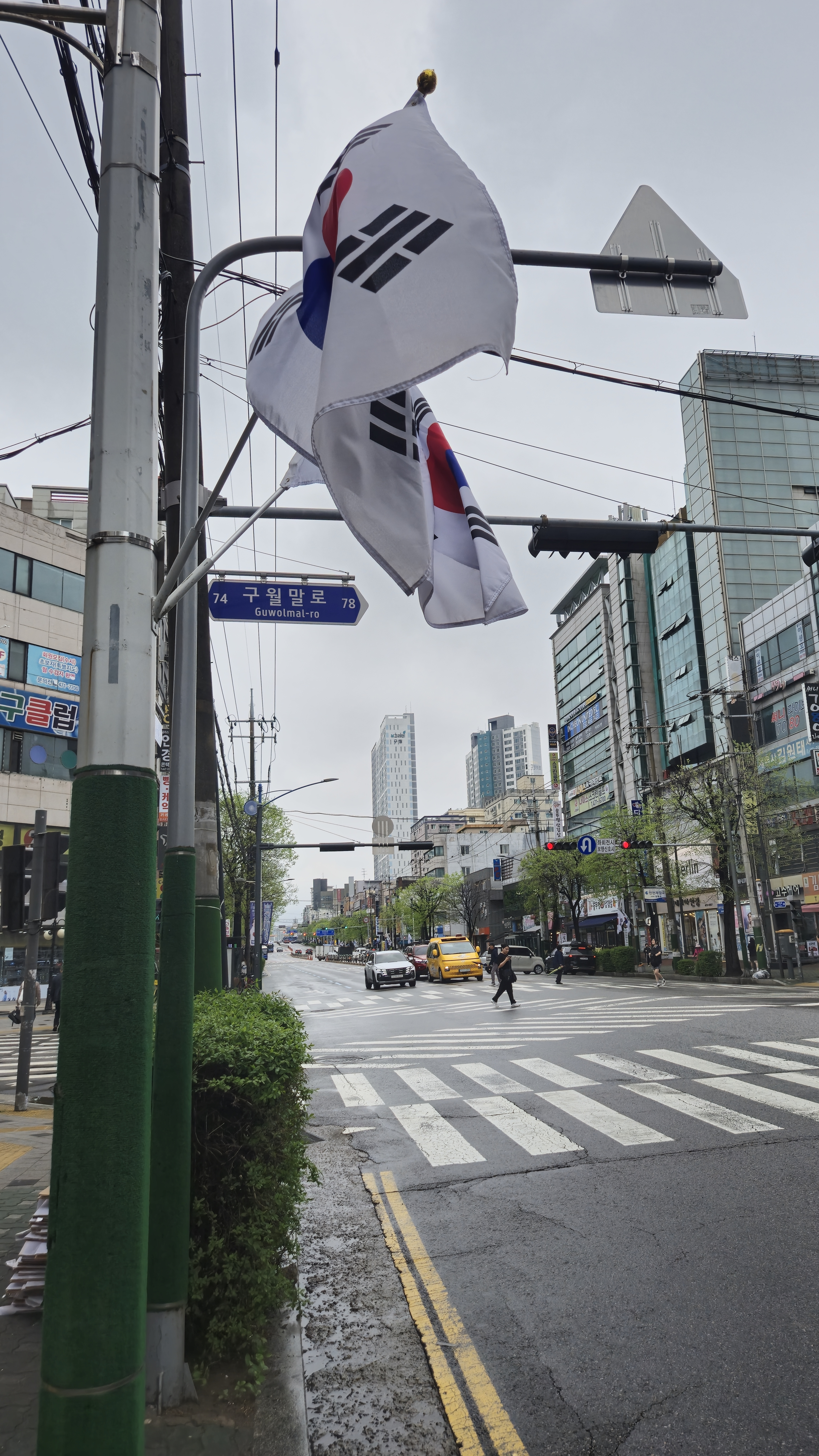
구월말로(구월로 교차지점)

구월말로는 인천광역시 남동구에 있는 도로이다. 구월동의 옛이름을 본따 이름이 정해졌으며, 2009년 11월 16일에 고시 및 효력이 발생하였다. 구월동 618-4를 기점으로 만수동 990을 종점으로 한 도로이다. 총 1,248m(1.24km) 연장을 가진 비교적 짧은 도로이다.

## 개요
구월말로는 인천광역시의 남동구 구월동과 남동구 만수동 사이에 있으면서 동시에 만수천을 가로지르는 도로이다. 인주대로의 신월초등학교 맞은편의 삼거리부터 모래내시장역과 만수역의 교차위치인 구월로 도로와 교차하며, 만수119안전센터(남동구소방서 관할, 백범로 만수동 측면)가 있 백범로까지 이어진다.
남동구의 행정구역상 구월동과 만수동에 소속되어 있다 볼 수 있다. 두개의 행정동을 가로 지르는 도로이다 보니, 남동구를 횡단하는 구월남로와도 교차하는 구간이 있으며, 인천광역시 남동구 구시가지의 다세대, 빌라촌 등이 밀집된 지역으로 꼽힌다. 짧지만 가지번호길이 많은 도로이다. 
이웃한 도로는 백범로의 가지번호길과 호구포로764번길, 만경로와 만경로의 가지번호길 등 상당수 교차하거나 인접한다.

## 가지번호길
구월말로의 가지길은 세대가 밀집한 터라 구월말로 3번길, 구월말로 103번길, 구월말로 91번길, 구월말로 92번길, 구월말로 100번길, 구월말로 120번길, 구월말로 58번길, 구월말로 86번길, 구월말로, 80번길, 구월말로 85번길, 구월말로 103번, 구월말로 115번길, 구월말로 28번길, 구월말로 4번길 등이 있다.

## 주요시설
구월말로는 좁은 골목으로 이루어진 경우가 많으며, 가지번호길이 대부분이 신호등이 없는편이다. 구월4동 행정구역으로 구성되어 있고 행정복지센터가 위치해 있다.
- 만수119안전센터
- 구월4동 행정복지센터 : 구월말로 7
- 만수천

## 사진

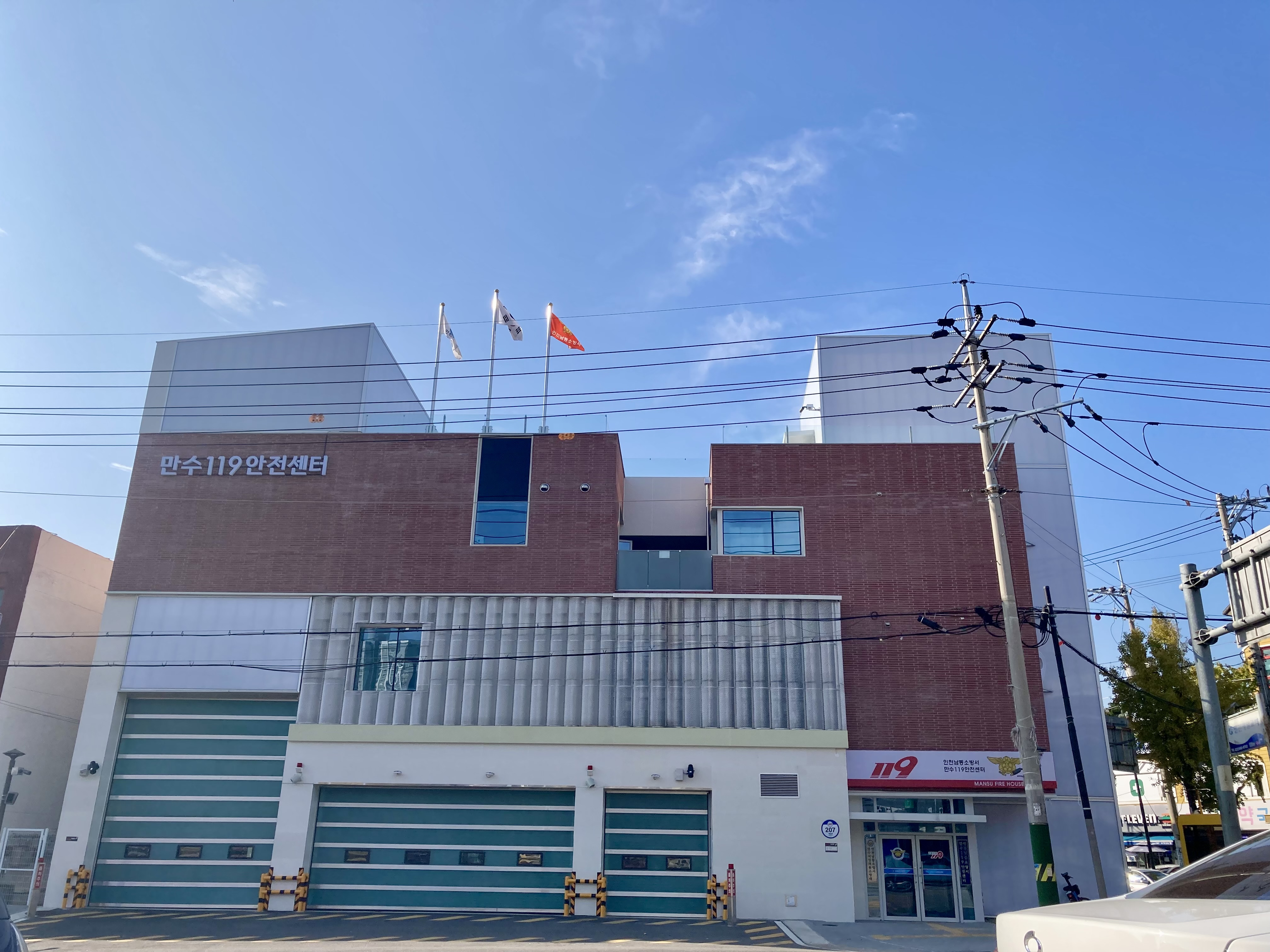
만수119안전센터(구월말로 종점, 백범로 207)
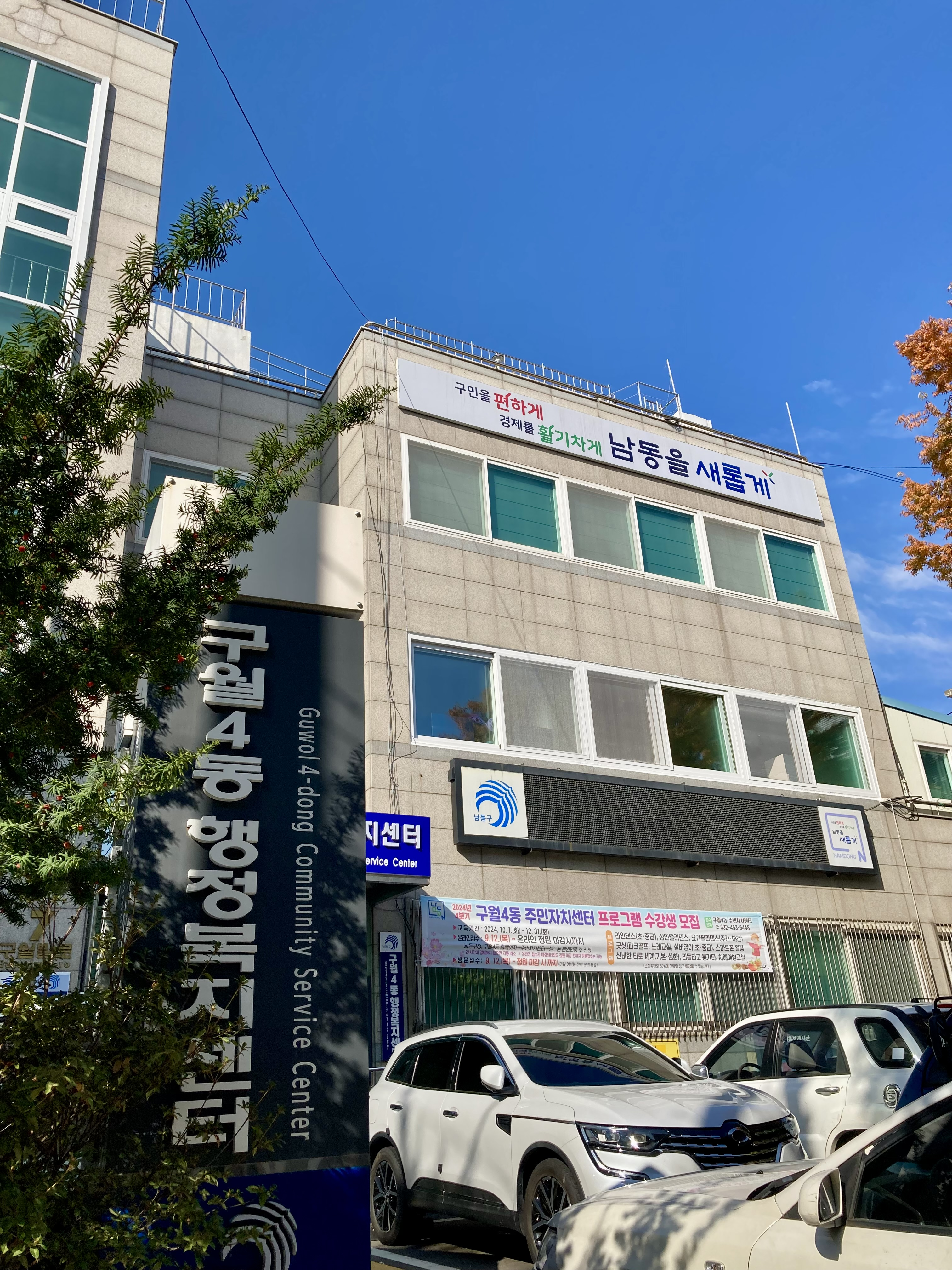
구월4동행정복지센터(구월말로 7)
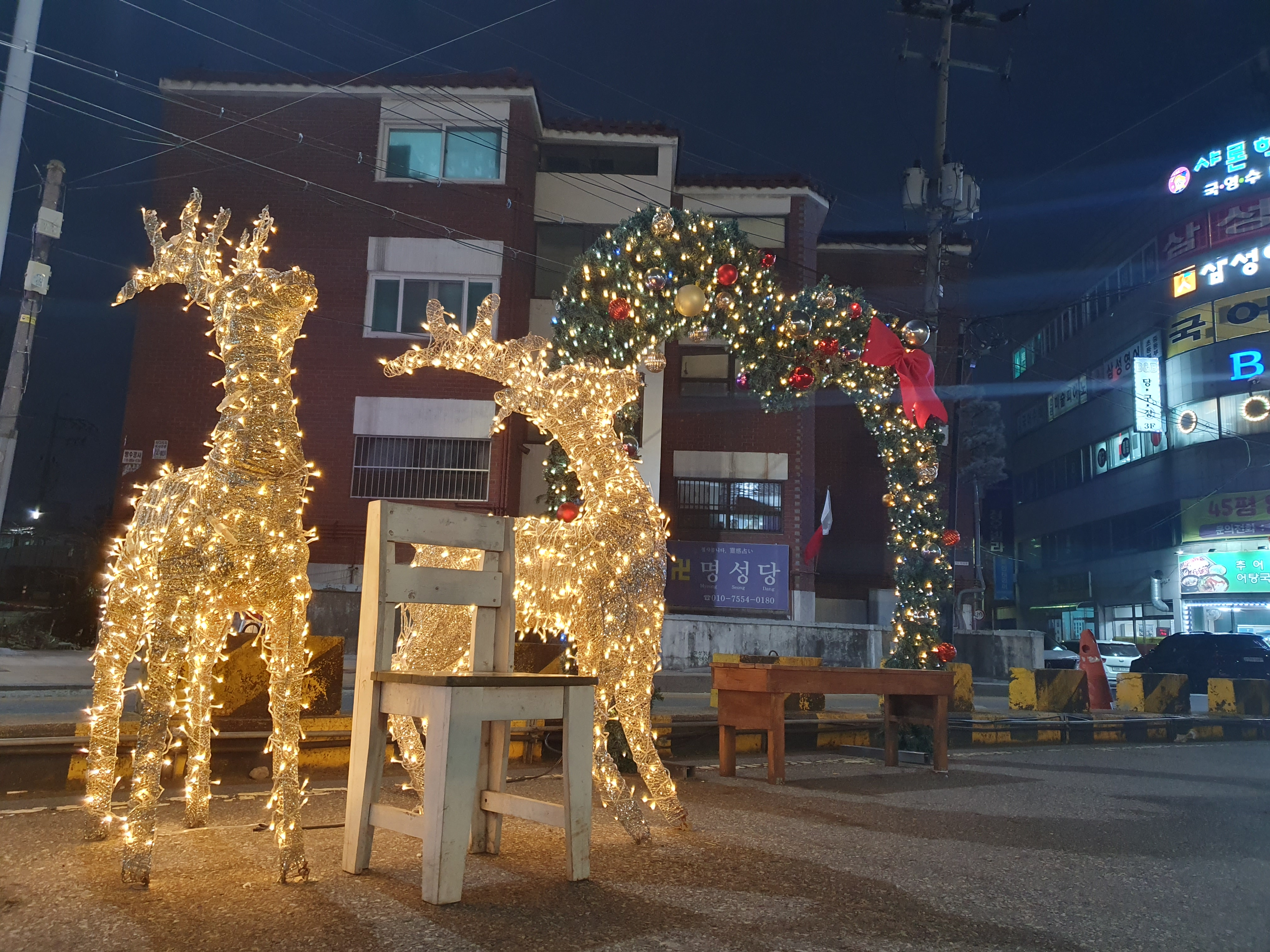
만수천 빛의거리
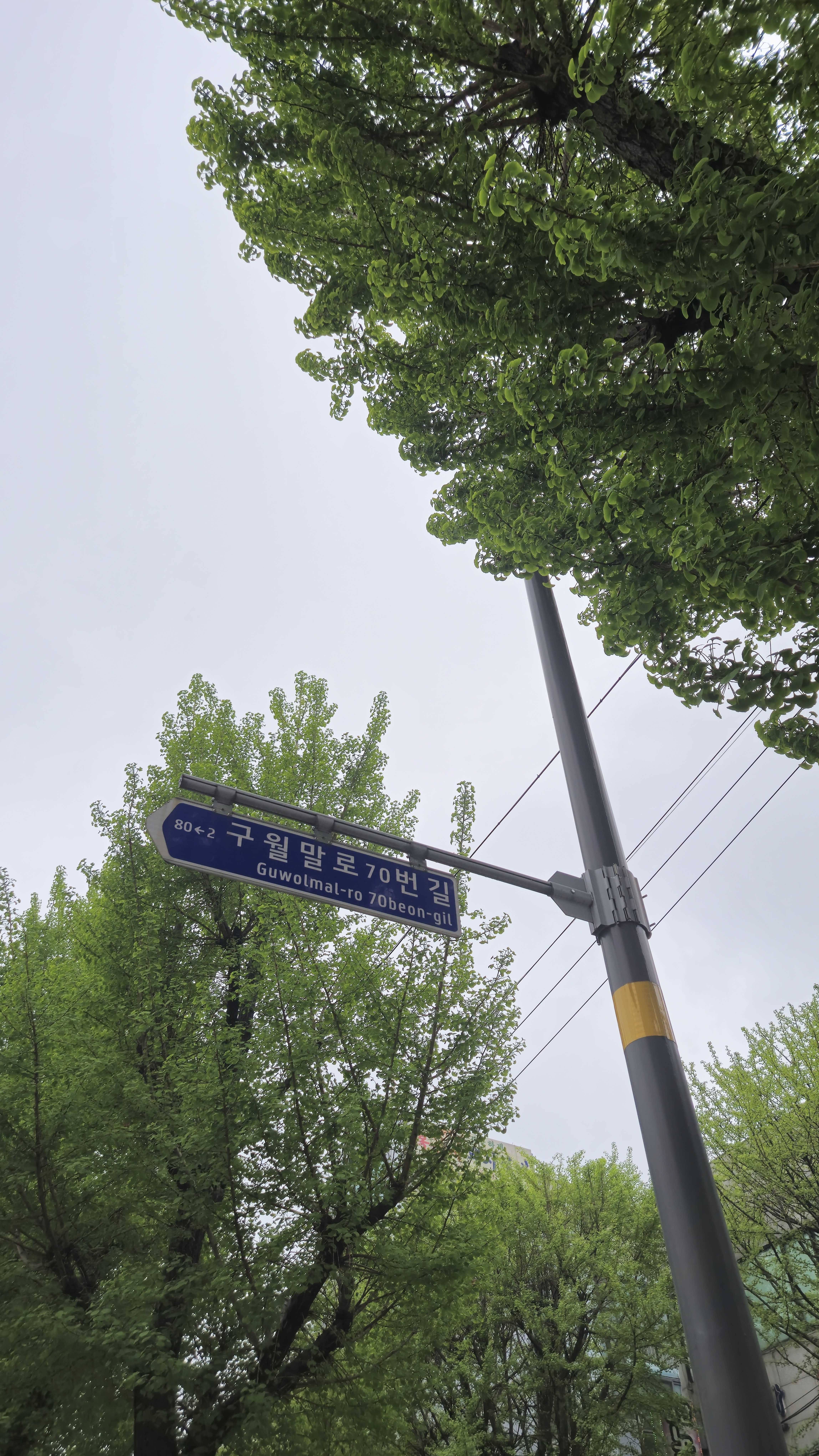
구월말로 가지번호길(구월말로70번길)
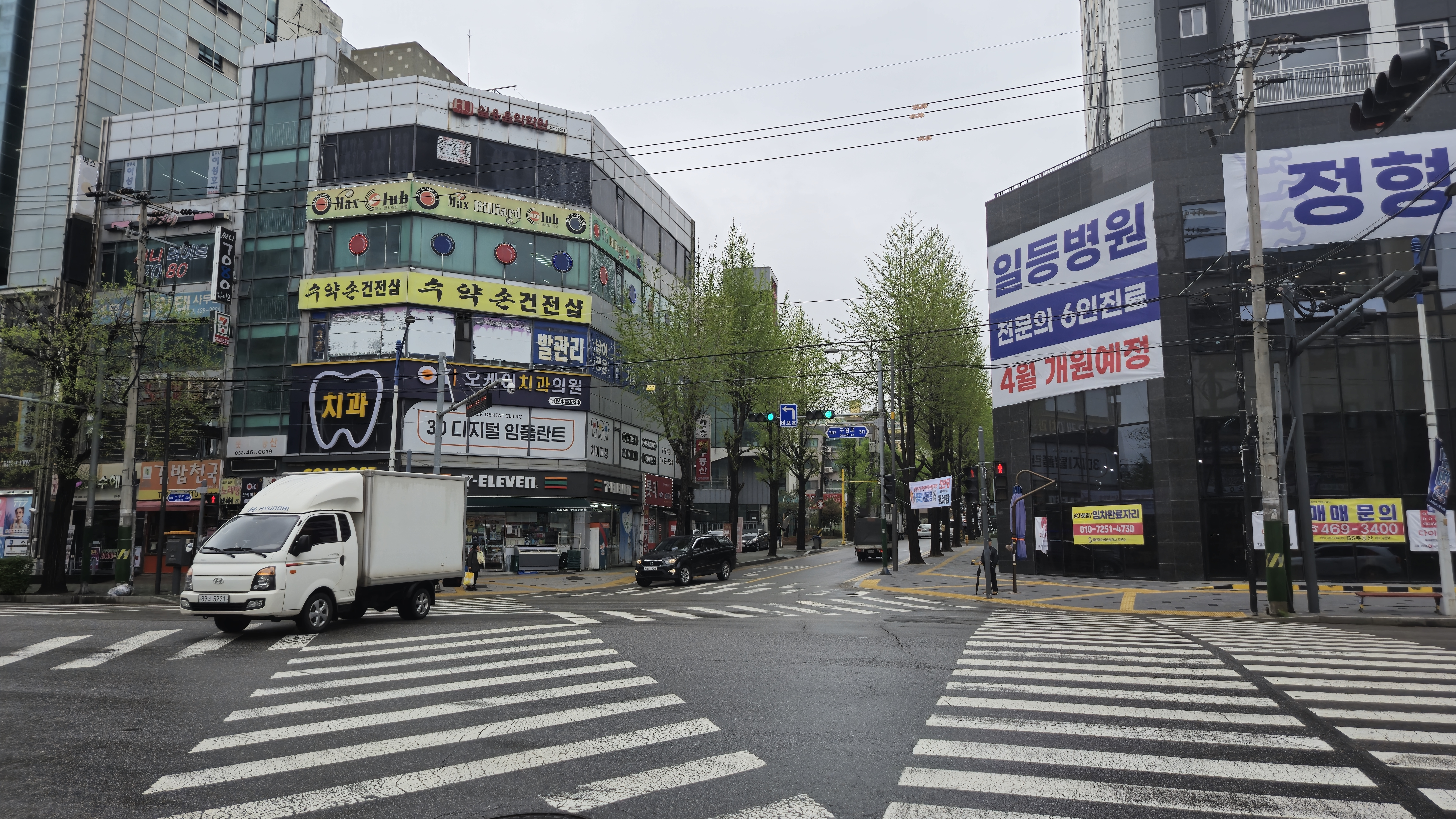
구월로에서 바라본 구월말로
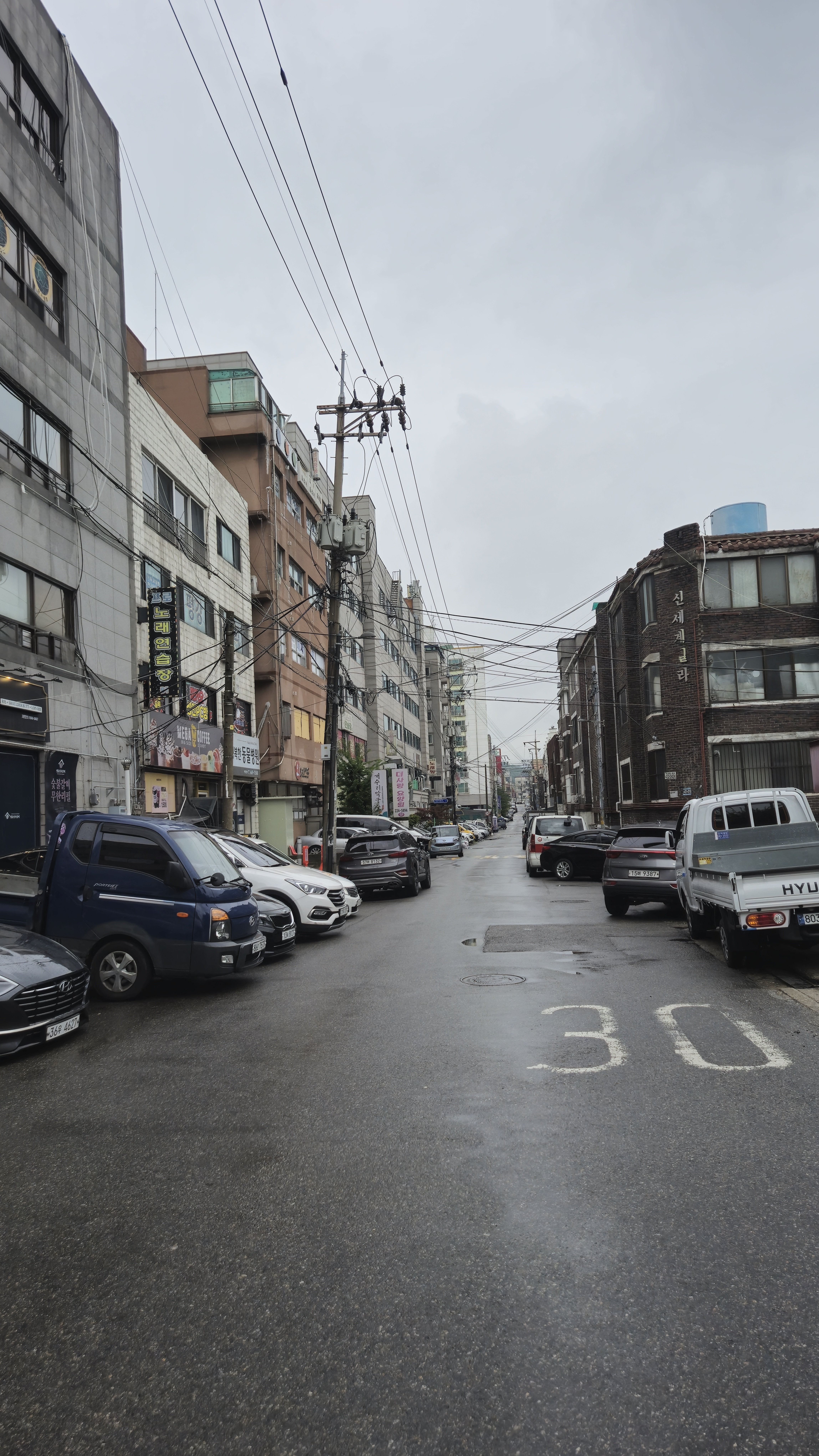
구월말로70번길 풍경

## 인접하는 도로
- 인주대로
- 인주대로763번길
- 호구포로764번길
- 만경로
- 복개서로
- 구월남로
- 구월로
- 백범로227번길
- 백범로247번길
- 백범로227번길